# Marcipalina modesta
Marcipalina modesta is een vlinder uit de familie spinneruilen (Erebidae). De wetenschappelijke naam is voor het eerst geldig gepubliceerd in 1979 door Pelletier.
De soort komt voor in tropisch Afrika.